# Мілогостовиці
Мілогостовиці (пол. Miłogostowice) — село в Польщі, у гміні Куниці Легницького повіту Нижньосілезького воєводства.
Населення — 300 осіб (2011).
У 1975-1998 роках село належало до Легницького воєводства.

## Демографія
Демографічна структура станом на 31 березня 2011 року:
|          | Загалом | Допрацездатний вік | Працездатний вік | Постпрацездатний вік |
| -------- | ------- | ------------------ | ---------------- | -------------------- |
| Чоловіки | 147     | 32                 | 108              | 7                    |
| Жінки    | 153     | 37                 | 86               | 30                   |
| Разом    | 300     | 69                 | 194              | 37                   |